# Blette
Die Blette ist ein etwa 23 km langer Bach in der französischen  Region Grand Est, der im Département Meurthe-et-Moselle verläuft.

## Geographie

### Verlauf
Die Blette entspringt im Gemeindegebiet von Badonviller, im nördlichen Teil des Waldgebietes Forêt Domaniale des Élieux, entwässert generell Richtung Nordwest und mündet nach rund 23 Kilometern knapp unterhalb von Herbéviller als linker Nebenfluss in die Vezouze.

### Zuflüsse
- Ruisseau la Breme (rechts), 9,2 km, 26,0 km²
- Ruisseau Gue de Gouvey (rechts), 4,8 km

### Orte am Fluss
- Badonviller
- Sainte-Pôle
- Mignéville
- Herbéviller